# Sloanea myriandra
Sloanea myriandra är en tvåhjärtbladig växtart som beskrevs av Albert Charles Smith. Sloanea myriandra ingår i släktet Sloanea och familjen Elaeocarpaceae. Inga underarter finns listade i Catalogue of Life.